# Wilkesboro (North Carolina)
Wilkesboro ist ein Ort mit 3.159 Einwohnern in Wilkes County im Bundesstaat North Carolina in den Vereinigten Staaten von Amerika und ist zugleich Verwaltungssitz des County. Der Ort liegt am Südufer des Yadkin River, gegenüber dem im Vergleich etwas größeren Ort North Wilkesboro. In Wilkesboro findet das jährliche MerleFest statt, das größte Folk- und Bluegrassfestival der Vereinigten Staaten.

## Geschichte und Trivia

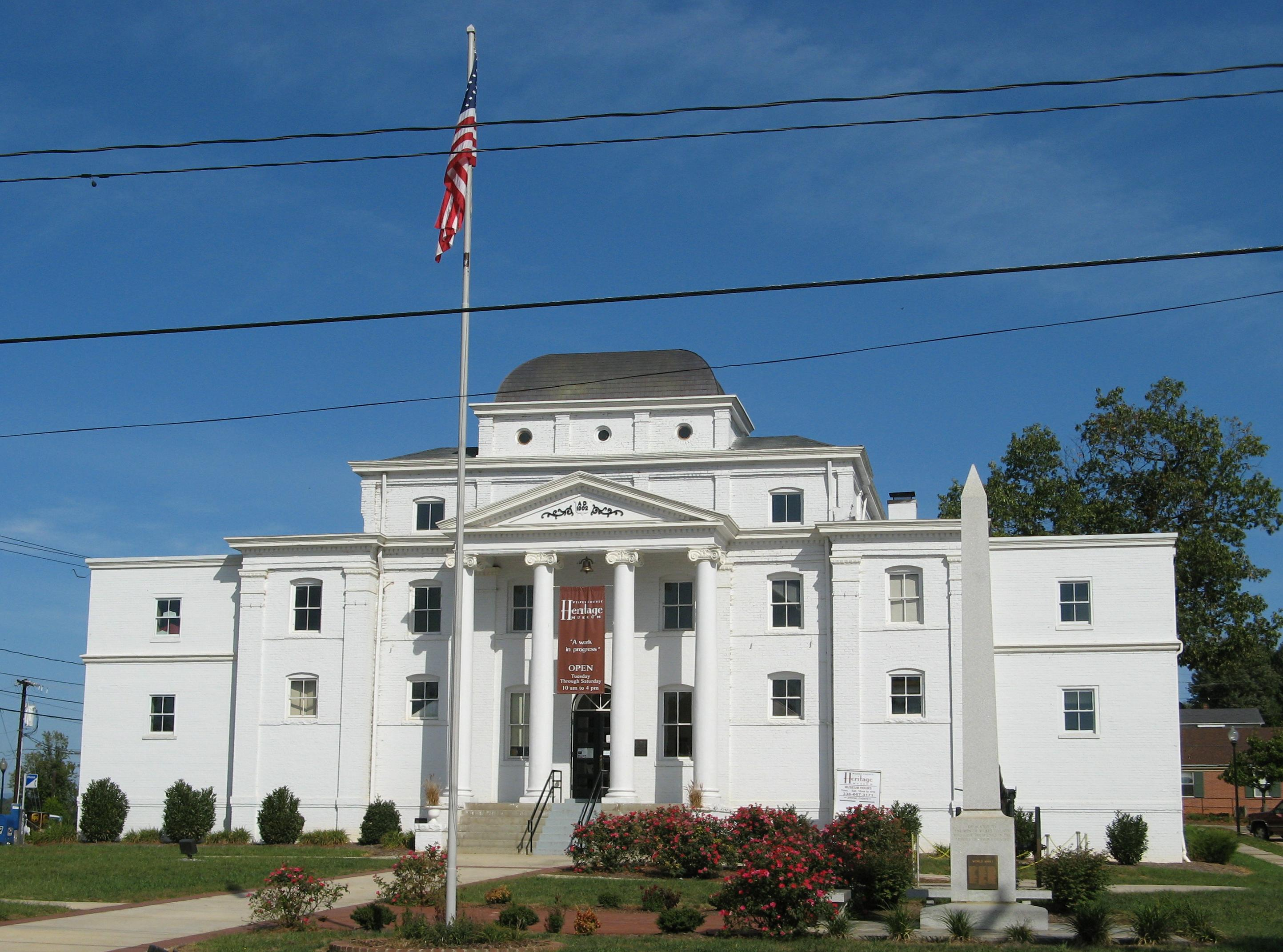
Ehemaliges Bezirksgericht in Wilkesboro

Wilkesboro wurde im Jahre 1800 gegründet und bald danach zum Verwaltungssitz des County bestimmt. Viele Jahrzehnte lang war ein beliebter historischer Ort in der Stadt die Tory Oak, eine große Eiche, die hinter dem ehemaligen Gerichtsgebäude stand, an der der in der Region bekannte Patriot Colonel Benjamin Cleveland während des Unabhängigkeitskrieges königstreue Loyalisten und Gegner der amerikanischen Unabhängigkeitsbestrebungen aufgehängt hatte. Wilkesboro war auch die Wahlheimat der chinesisch-amerikanischen siamesischen Zwillinge Chang und Eng Bunker, die im frühen 19. Jahrhundert international bekannt waren. Während des Sezessionskrieges waren viele der Einwohner Wilkesboros Unionisten und lehnten die Konföderation ab. Im März 1865 überfiel General George Stoneman, ein Anführer der Kavallerie der Union den Ort. Kurz nach Ende des Krieges wurde Tom Dula (Dooley), ein konföderierter Veteran wegen des Mordes an seiner Verlobten Laura Foster angeklagt und gehängt. Viele Beobachter waren überzeugt, dass eine der eifersüchtigen Ex-Freundinnen Dulas Verlobte ermordet hatte und Dula selbst unschuldig war. Seine Geschichte wurde 1958 in einer Ballade des Kingston Trio aufgearbeitet, der Name der Ballade ist Hang Down Your Head, Tom Dooley. Die Geschichte wurde 1959 mit Michael Landon als Dula verfilmt und sie wird jedes Jahr von der Theatergruppe des Ortes, den Wilkes Playmakers aufgeführt.

## Bildung, Medien und Wirtschaft
Wilkesboro verfügt über ein öffentliches College mit etwa 3500 Studenten, dass dem North Carolina Community College System angehört. Es ist das einzige College im Wilkes County.
In Wilkesboro werden zwei Zeitungen verlegt, das Wilkes Journal-Patriot, das älteste Blatt in Wilkes County erscheint dreimal wöchentlich; The Record of Wilkes erscheint wöchentlich. Mit GoWilkes.com steht der Bevölkerung auch ein Onlinemagazin zur Verfügung. Zwei Radiosender strahlen von Wilkes aus, WWWC (1240 AM) sendet Gospel Musik, während der Wilkes College Radio Sender 90.9 FM College Rock, Popmusik und christlichen Rock ausstrahlt.
Die größte ansässige Firma ist die Tyson Foods Geflügelproduktion, eine der größten Geflügelfarmen östlich des Mississippi River. Weitere Firmen produzieren Textilien und Möbel, die größte darunter ist die Key City Furniture.

## MerleFest
1988 initiierte der Gitarrenspieler und Grammy-Gewinner Doc Watson gemeinsam mit dem Sänger Bill Young das MerleFest Musik Festival. Es wurde zu Ehren des im Jahre 1985 bei einem Traktorunfall ums Leben gekommenen Musikers Eddy Merle Watson initiiert. Es findet jährlich auf dem Campus des Wilkes Community College statt und ist zu Ehren des verstorbenen Sohnes von Doc Watson, Merle Watson benannt. Inzwischen ist es mit jährlich 85.000 Besuchern das größte Festival für Folk- und Bluegrassmusik in den Vereinigten Staaten geworden; es bringt der Stadt jährlich erhebliche zusätzliche Einnahmen und das College konnte über 7 Millionen Dollar einnehmen.

## Demographie
Nach der Volkszählung im Jahr 2000 lebten hier 3.159 Menschen in 1.305 Haushalten und 805 Familien. Die Bevölkerungsdichte beträgt 221 Einwohner pro km². Ethnisch betrachtet setzt sich die Bevölkerung zusammen aus 85,4 % weißer Bevölkerung, 9,8 % Afroamerikanern, 0,2 % amerikanischen Ureinwohnern, 2,7 % Asiaten und 1,3 % Angehörigen anderer ethnischer Gruppen; 0,6 % gaben die Abstammung von zwei oder mehr Ethnien an. 4,1 % der Bevölkerung sind spanischer oder lateinamerikanischer Abstammung.
Von den 1.305 Haushalten hatten 27,7 % Kinder unter 18 Jahren, die bei ihnen lebten, 46,2 % davon waren verheiratete, zusammenlebende Paare, 13,9 % waren allein erziehende Mütter und 38,3 % waren keine Familien. 35,2 % bestanden aus Singlehaushalten und in 12 % lebten Menschen mit 65 Jahren oder älter. Die Durchschnittshaushaltsgröße betrug 2,16 und die durchschnittliche Familiengröße war 2,79 Personen.
20,3 % der Bevölkerung waren unter 18 Jahre alt. 7,7 % zwischen 18 und 24 Jahre, 25,6 % zwischen 25 und 44 Jahre, 22,6 % zwischen 45 und 64, und 23,8 % waren 65 Jahre alt oder älter. Das Durchschnittsalter betrug 42 Jahre. Auf 100 weibliche Personen kamen 82,4 männliche Personen. Auf 100 Frauen im Alter von 18 Jahren oder darüber kamen 78,6 Männer.
Das jährliche Durchschnittseinkommen eines Haushalts betrug $40.982 und das jährliche Durchschnittseinkommen einer Familie betrug $53.355. Männer hatten ein durchschnittliches Einkommen von $37.931 gegenüber den Frauen mit $23.893. Das Prokopfeinkommen betrug $24.300. 9,8 % der Bevölkerung und 11,6 % der Familien lebten unterhalb der Armutsgrenze. 14,4 % von ihnen sind Kinder und Jugendliche unter 18 Jahre und 9,4 % sind 65 Jahre oder älter.

## Geographie
Wilkesboro liegt am südlichen Ufer des Yadkin River, gegenüber der Gemeinde North Wilkesboro. Nach dem United States Census Bureau umfasst das Stadtgebiet eine Fläche 14,3 km².

## Söhne und Töchter der Stadt
- Montfort Stokes (1762–1842), Senator der Vereinigten Staaten und Gouverneur North Carolinas von 1816 bis 1832, lebte in Wilkesboro.
- Deneen Graham (* 1964), die erste Afroamerikanerin, die 1983 zur Miss North Carolina gewählt wurde.
- Zach Galifianakis (* 1969), Stand-Up Comedian und Schauspieler der Auftritte in der The Tonight Show, Late Night with Conan O’Brien und Jimmy Kimmel Live! hatte. Er erschien außerdem in verschiedenen Serien des Comedy Central Network, beispielsweise Reno 911!.